# Koen T'Sijen
Koen T'Sijen (Antwerpen, 29 mei 1970) is een Belgisch politicus voor de lokale partij PRO Boechout&Vremde.

## Levensloop
T'Sijen behaalde zijn kandidaats in de politieke en sociale wetenschappen aan de UFSIA in Antwerpen; zijn licentiaat, dat hij in 1992 voltooide, deed hij vervolgens aan de Katholieke Universiteit Leuven.
Zijn politieke carrière begon hij bij de VUJO, de Volksunie-Jongeren. Van 1993 tot 1994 was hij stafmedewerker op de studiedienst van de Volksunie. In 1995 werd hij OCMW-raadslid in Boechout, wat hij bleef tot in 2000. Van januari 2001 tot oktober 2004 was hij gemeenteraadslid van Boechout en was er van 2001 tot 2006 OCMW-voorzitter.
Van 1995 tot 2000 was hij woordvoerder van VU-voorzitters Bert Anciaux en Patrik Vankrunkelsven en daarna was hij van 2000 tot 2002 adjunct-kabinetschef en woordvoerder van Vlaams minister Bert Anciaux. In 2001 koos hij bij de splitsing van de Volksunie voor Spirit. Toen Anciaux in 2002 aftrad als Vlaams minister werd T'Sijen tot aan de federale verkiezingen van 2003 algemeen directeur van spirit.
Van juli tot september 2003 zetelde hij voor enkele maanden in de Kamer van volksvertegenwoordigers, als opvolger van staatssecretaris Anissa Temsamani van de sp.a. Nadien werkte T'Sijen van 2003 tot 2004 als woordvoerder van spirit. Van juli 2004 tot juni 2007 zetelde hij opnieuw in de Kamer van volksvertegenwoordigers voor Spirit, waar hij officieus fractievoorzitter was voor zijn partij. Op 16 maart 2007 diende T'Sijen een wetsvoorstel in dat een verbod beoogde van racistische, negationistische en neonazistische organisaties zoals Blood & Honour. In juni 2007 werd hij niet herkozen als parlementslid.
Hij hernam in 2007 zijn gemeenteraadswerk in Boechout, waar hij in oktober 2006 opnieuw werd verkozen in de gemeenteraad, en werd er korte tijd eerste schepen, met de bevoegdheden Onderwijs, Cultuur, Jeugd, Communicatie en Inspraak. Door een schandaal bij de Boechoutse CD&V dienden enkele schepenen van die partij hun ambt neer te leggen. Hierdoor werd T'Sijen in juli 2007 burgemeester van de gemeente.
Op 30 november 2008 stapte Koen T'Sijen op als lid van VlaamsProgressieven, T'Sijen nam er geen vrede mee dat zijn partij had besloten uit het kartel met sp.a te stappen. Sindsdien is hij enkel politiek actief voor zijn lokale politieke groep PRO Boechout&Vremde.
Koen T'Sijen kreeg als verruimingskandidaat de zevende plaats op de sp.a-lijst voor de verkiezingen van het Vlaams Parlement van 7 juni 2009, voor de provincie Antwerpen. Hij werd echter niet verkozen.
Bij de gemeenteraadsverkiezingen van oktober 2012 haalde Koen T'Sijen als burgemeester 1847 voorkeurstemmen, historisch het hoogste aantal in de gemeente Boechout, en 36% met zijn partij PRO Boechout&Vremde of 10 zetels op 23. Ook na de gemeenteraadsverkiezingen van oktober 2018 kon hij, met een persoonlijke score van 1978 voorkeurstemmen en een partijscore van 36,8 procent en tien zetels in de gemeenteraad, burgemeester van Boechout blijven.
Bij de gemeenteraadsverkiezingen van oktober 2024 haalde Koen T'Sijen als burgemeester 1833 voorkeurstemmen. Dat is 25 % van het aantal opgekomen kiezers, 4 % meer dan in 2018. Zijn partij PRO Boechout&Vremde haalde 35,3%. Dat is 10 zetels op 23. Ook na de gemeenteraadsverkiezingen van 2024 kon hij burgemeester van Boechout blijven.
T'Sijen is gehuwd met Radio 2-presentatrice Cathérine Vandoorne. Op 18 januari 2012 werd hun dochter geboren.